# Cicero (Illinois)
Pour les articles homonymes, voir Cicéron (homonymie).
Cicero est une ville située dans le comté de Cook en banlieue ouest de Chicago, dans l'État de l'Illinois, aux États-Unis. Sa population s’élevait à 83 895 habitants lors du recensement de 2010, estimée à 82 992 habitants en 2016.
Cicero est célèbre notamment pour avoir été le fief du gangster Al Capone dans les années 1920. Plus tard, Bertolt Brecht a utilisé Cicero comme l'un des lieux où se déroule sa pièce La Résistible Ascension d'Arturo Ui (1941).
Plus récemment, dans la série Better Call Saul, la ville apparaît comme étant le lieu de naissance du personnage principal Saul Goodman.